# Xanthoria parietina
Xanthoria parietina este o specie de licheni răspândită în Europa, Asia, Australia și America de Nord.. Specia a fost descrisă de Carl Linné în 1753, cu numele Lichen parietinus și transferată la genul Xanthoria sub păstrarea epitetului de Theodor Magnus Fries (1832-1913), fiul lui Elias Magnus Fries, în 1860. Numele comun al speciei este Lichenul galben.

## Descriere
Talul, partea vegetativă a lichenilor, este foliaceu, în formă de rozetă, de 1 – 20 cm în diametru. Talul lichenului este constituit din lobi mari, de 1 – 4 mm, aplatizați și rotunjiți la margini, cu o depresiune mică spre centru. Suprafața superioară este de diferite culori: galben, portocaliu sau verzui. Partea inferioară a talului este albă sau cenușiu deschis, cu marginea gălbuie și rizoizi întunecați. Structurile de reproducere ca seridii și izidii sunt absente, deși există apoteci. Membrana externă a licenului din această specie este alcătuită dintr-un strat dens de hife, cu rol de protecție și de menținere a apei în corp. Grosimea talului variază în funcție de habitat: condițiile climatice și substrat. La reprezentații ce cresc în locuri umbrite talul este mai subțire. La cei ce se găsesc în locuri însorite talul este mai gros pentru a apăra algele de lumina intensă soarelui. Din aceeași cauza acești indivizi au o culoare portocalie, aproape roșie. Această culoare este indusă de prezența pigmentului perietina .
Simbionții fotosintetic, sau fotobionții, ai Xanthoria parietina sunt algele verzi din genul Trebouxia. În alcătuirea lichenului au fost descoperite algele Trebouxia arboricola și Trebouxia irregularis. Ambii fotobionți pot viețui liber, în afara lichenului. Într-un studiu, s-a demonstrat că fotobiontul ocupă 7% din volumul talului. Densitatea algelor depinde de cantitatea de lumină primită de către lichen.

## Ecologie

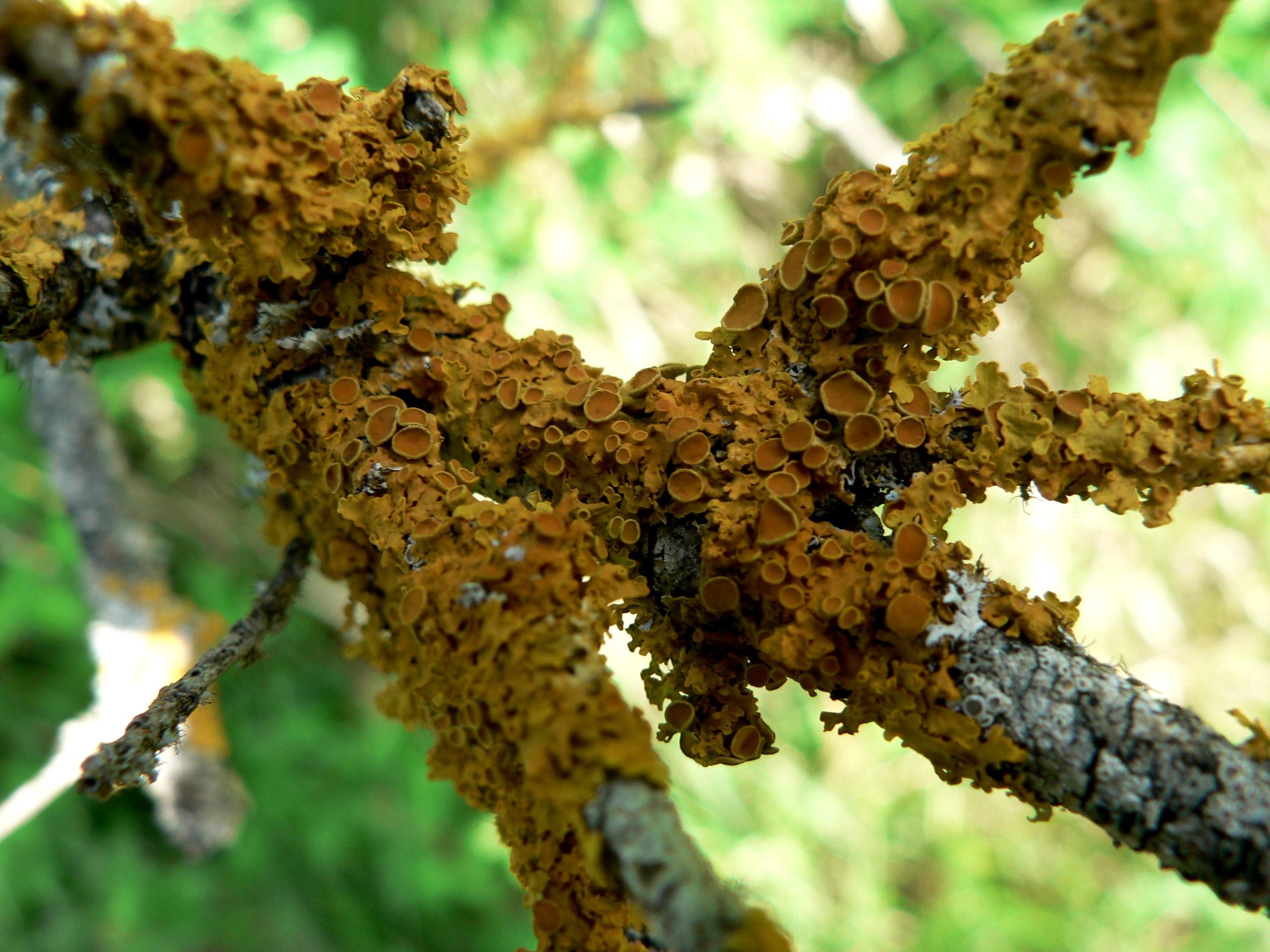
Scoarța unui opac acoperită cu lichenul Xanthoria parietina

Xanthoria parietina preferă să populeze scoarța copacilor, dar poate fi găsită și pe roci. Prezența excrementelor de păsări intensifică dezvoltarea lichenului pe substraturi pietroase. Specia se întâlnește în păduri, livei, copaci solitari, în spațiile verzi urbane. Preferă locurile deschise, luminoase, dezvoltându-se lângă drumuri, localități.
Xanthoria parietina este un lichen rezistent la poluare. Această specie poate tolera expunerea la compușii sulfului, metale grele, acumulând toxinele în tal.
Această specie poate fi folosită ca bioindicator al poluării aerului.